# Armadillidium espanyoli
Armadillidium espanyoli är en kräftdjursart som beskrevs av Cruz 1992. Armadillidium espanyoli ingår i släktet Armadillidium och familjen klotgråsuggor. Inga underarter finns listade.